# ناتالیا لوکیاننکو
ناتالیا لوکیاننکو (اوکراینی: Наталія Миколаївна Лук'яненко؛ زادهٔ ۱۴ ژانویهٔ ۱۹۶۳) بازیکن هندبال زن اوکراینی‌تبار اهل شوروی بود.